# Сан-Хосе (Альмиранте-Браун)
Сан-Хосе (исп. San José) — поселение в Аргентине в провинции Буэнос-Айрес. Часть агломерации Большой Буэнос-Айрес.

## История
Изначально владельцем всей земли в районе железнодорожной станции «Сан-Хосе» был Гильермо Крафт. После его смерти земля была разделена между его вдовой и сыновьями. Так образовались разные участки, которые в итоге стали относиться к разным муниципалитетам.
В 1948 году власти разработали план развития территории в районе станции «Сан-Хосе», и 12 декабря 1948 года стало официальным днём рождения баррио Сан-Хосе.